# Ana Jiménez Sánchez
Ana Concepción Jiménez Sánchez (Gavà, 22 novembre 1959) è un'ex cestista spagnola.

## Carriera
Con la Spagna ha disputato tre edizioni dei Campionati europei (1978, 1980, 1983).